# Росохацька сільська рада (Городенківський район)
| Росохацька сільська рада — орган місцевого самоврядування у Коломийському районі Івано-Франківської області з адміністративним центром у с. Росохач. Водоймища на території, підпорядкованій даній раді: річка Чорнява. Сільській раді підпорядковані населені пункти: - с. Росохач — населення 1 186 ос.; площа 14,416 км²; засн. в 1579 році; - с. Прикмище — населення 578 ос.; площа 7,207 км²; засн. в 1483 році. |

## Склад ради
Рада складається з 16 депутатів та голови.

### Керівний склад ради
| ПІБ                      | Основні відомості                                                        | Дата обрання | Дата звільнення |
| ------------------------ | ------------------------------------------------------------------------ | ------------ | --------------- |
| Федорів Михайло Петрович | Сільський голова, 1969 року народження, освіта базова вища, безпартійний | 26.03.2006   | 31.10.2010      |
| Федорів Михайло Петрович | Сільський голова, 1969 року народження, освіта базова вища, безпартійний | 31.10.2010   |                 |

Примітка: таблиця складена за даними джерела